# Molino de Villalpando
El molino de Villalpando fue un antiguo molino hidráulico ubicado en la villa segoviana de Cuéllar (España). 
Fue construido en el siglo XVI y formó parte del grupo de molinos que la villa y su Comunidad de Villa y Tierra utilizó durante siglos para la molienda del cereal.
Estaba situado en las inmediaciones del río Cerquilla. Desapareció en el siglo XX y el terreno en el que se situaba es de propiedad privada.